# Kleinbahn Königshof–Beraun–Koněprus
| |                         |                                                |                          |
| Streckenlänge: | 10,534 km               |                                                |                          |
| Spurweite: | 760 mm (Bosnische Spur) |                                                |                          |
| Maximale Neigung: | 30 ‰                    |                                                |                          |
| Minimaler Radius: | 60 m                    |                                                |                          |
| Streckengeschwindigkeit: | 25 km/h                 |                                                |                          |
| |                         |                                                |                          |
| \| \| 0,000 \| \| \| \| \| 0,113 \| Králův Dvůr cementárna Königshof Zementfabrik \| 244 m \| \| \| \| KDC závod (1906–1962) \| \| \| \| 0,947 \| Beroun překladiště Umladestelle zur Staatsbahn \| 226 m \| \| \| 1,371 \| Beroun malodraha Beraun Localbahn \| 232 m \| \| \| 3,678 \| Tetín Haltestelle Tetín \| 288 m \| \| \| 4,414 \| Modrý lom (1942–1962) \| Modrý lom (1942–1962) \| \| \| 4,80 \| Hergetův lom (1909–195.) \| Hergetův lom (1909–195.) \| \| \| 4,822 \| Damil Verladestelle Damil \| 318 m \| \| \| 6,10 \| Bílý lom (1899–1936) \| 340 m \| \| \| 8,711 \| Kobyla (1898–1936) \| Kobyla (1898–1936) \| \| \| 8,765 \| Koněprusy Station Koněprus \| 404 m \| \| \| 9,20 \| Císařský lom (1904–1928) \| 404 m \| \| \| 9,20 \| Císařský lom (1927–1962) \| 404 m \| \| \| 9,40 \| Tunnel (246 m) \| Tunnel (246 m) \| \| \| 9,20 \| Císařský lom (1943–1962) \| Císařský lom (1943–1962) \| \| \| 10,0 \| Zlatý kůň \| Zlatý kůň \| \| \| 10,516 \| Žabka Laderampe am Ende der Hauptlinie \| 407 m \| \| \| 10,534 \| \| \| |                         |                                                |                          |
| | 0,000                   |                                                |                          |
| Dienststation / Betriebs- oder Güterbahnhof (Strecke außer Betrieb) | 0,113                   | Králův Dvůr cementárna Königshof Zementfabrik  | 244 m                    |
| Abzweig geradeaus und von rechts (Strecke außer Betrieb) |                         | KDC závod (1906–1962)                          | KDC závod (1906–1962)    |
| Dienststation / Betriebs- oder Güterbahnhof (Strecke außer Betrieb) | 0,947                   | Beroun překladiště Umladestelle zur Staatsbahn | 226 m                    |
| Dienststation / Betriebs- oder Güterbahnhof (Strecke außer Betrieb) | 1,371                   | Beroun malodraha Beraun Localbahn              | 232 m                    |
| Dienststation / Betriebs- oder Güterbahnhof (Strecke außer Betrieb) | 3,678                   | Tetín Haltestelle Tetín                        | 288 m                    |
| Abzweig geradeaus und nach rechts (Strecke außer Betrieb) | 4,414                   | Modrý lom (1942–1962)                          | Modrý lom (1942–1962)    |
| Abzweig geradeaus und von rechts (Strecke außer Betrieb) | 4,80                    | Hergetův lom (1909–195.)                       | Hergetův lom (1909–195.) |
| Dienststation / Betriebs- oder Güterbahnhof (Strecke außer Betrieb) | 4,822                   | Damil Verladestelle Damil                      | 318 m                    |
| Abzweig geradeaus und von rechts (Strecke außer Betrieb) | 6,10                    | Bílý lom (1899–1936)                           | 340 m                    |
| Abzweig geradeaus und von links (Strecke außer Betrieb) | 8,711                   | Kobyla (1898–1936)                             | Kobyla (1898–1936)       |
| Dienststation / Betriebs- oder Güterbahnhof (Strecke außer Betrieb) | 8,765                   | Koněprusy Station Koněprus                     | 404 m                    |
| Abzweig geradeaus und nach rechts (Strecke außer Betrieb) | 9,20                    | Císařský lom (1904–1928)                       | 404 m                    |
| Abzweig geradeaus und nach rechts (Strecke außer Betrieb) | 9,20                    | Císařský lom (1927–1962)                       | 404 m                    |
| Tunnel (Strecke außer Betrieb) | 9,40                    | Tunnel (246 m)                                 | Tunnel (246 m)           |
| Abzweig geradeaus und von rechts (Strecke außer Betrieb) | 9,20                    | Císařský lom (1943–1962)                       | Císařský lom (1943–1962) |
| Dienststation / Betriebs- oder Güterbahnhof (Strecke außer Betrieb) | 10,0                    | Zlatý kůň                                      | Zlatý kůň                |
| Dienststation / Betriebs- oder Güterbahnhof (Strecke außer Betrieb) | 10,516                  | Žabka Laderampe am Ende der Hauptlinie         | 407 m                    |
| | 10,534                  |                                                |                          |

Die Kleinbahn Königshof–Beraun–Koněprus (Drobná dráha Králův Dvůr–Beroun–Koněprusy, kurz: KBK) war eine schmalspurige Industriebahn im heutigen Tschechien. Sie begann in Králův Dvůr (Königshof) und führte im Böhmischen Karst über Beroun (Beraun) zu den Kalksteinbrüchen bei Tetín und Koněprusy.

## Geschichte
Die Konzession für eine „schmalspurige Kleinbahn mit Dampfbetrieb von Beraun nach Koněprus und von Beraun nach Königshof mit Abzweigungen“ erhielt am 21. Februar 1897 die Firma Franz und Schöne in Prag. Der Konzessionär wurde verpflichtet, den Bau der Strecken sofort zu beginnen und binnen einem Jahr fertigzustellen. Die Konzessionsdauer war auf 60 Jahre festgesetzt.
Zum 30. März 1911 wurde die bisherige Aktiengesellschaft in eine Gesellschaft mit beschränkter Haftung umgewandelt. Die Firma lautete nun Kleinbahn Königshof–Beraun–Koněprus, Gesellschaft mit beschränkter Haftung in Prag (tschechisch: Malodráha Králův Dvůr–Beroun–Koněprusy, společnost z ručením obmezeným se sídlem v Praze).
Nach dem Zweiten Weltkrieg wurde die Königshofer Zementfabrik AG aufgrund des Dekretes des Präsidenten vom 24. Oktober 1945 verstaatlicht. Sie firmierte fortan als České cementárny a vápenice n.p.
Nach der Verlagerung des Abbaus in den Steinbruch Čertovy schody wurde der Betrieb auf der schmalspurigen Kleinbahn zum 31. Dezember 1962 eingestellt und die Strecke anschließend zurückgebaut. Von Beroun wurde eine neue Normalspurstrecke nach Čertovy schody errichtet.

## Streckenbeschreibung

### Verlauf
Ihren Beginn hatte die KBK auf dem Areal der Zementfabrik in Králův Dvůr. Von dort führte das Gleis zunächst parallel zur Staatsbahn nach Beroun, wo sich der Betriebsmittelpunkt mit dem Lokomotivschuppen befand. Vom dortigen Bahnhof führte die Strecke dann in stetiger Steigung zunächst südostwärts nach Tetín, um dann nach Umfahrung des Hügels Damil nach Südwesten zu schwenken. An den Bergflanken weiter ansteigend erreichte die Strecke schließlich die oberhalb des namensgebenden Ortes gelegene Station Koněprusy. Die Strecke führte nach dem Bahnhof noch weiter bis zu den Steinbrüchen auf der Südflanke des Zlatý kůň, der in einem 250 Meter langen Tunnel unterquert wurde. Nominaler Endpunkt war die Ladestelle des Steinbruches Žabka, unweit des Eingangs zur 1950 entdeckten Karsthöhle Koněpruské jeskyně.

### Betriebsstellen
Králův Dvůr cementárna
Die Station Králův Dvůr cementárna lag direkt auf dem Gelände der Zementfabrik. Zu Anfang bestand nur ein Umsetzgleis und die Entladung der Wagen erfolgte am Streckenende. Später entstanden mit der Erweiterung der Zementfabrik weitere Gleise.
Beroun překladiště
Beroun překladiště war der Umladebahnhof zur Staatsbahn. Er lag direkt am Rangierbahnhof in Beroun (heute: Beroun seřaďovací nádrazi).
Beroun malodraha
Der „Localbahnhof“ in Beroun befand sich westlich des Staatsbahnhofes. Ursprünglich besaß er drei Gleise, die später noch auf vier erweitert wurden. Die Hochbauten des Bahnhofes bestanden aus einem „Administrationsgebäude“, dem Lokomotivschuppen, der Wasserstation und der Wagenwerkstatt. Bei einem Luftangriff auf den normalspurigen Rangierbahnhof am 17. April 1944 wurden das Stationsgebäude, die Wasserstation,  die Werkstätten und ein Teil der Gleisanlagen zerstört. Anstelle des Stationsgebäudes entstanden später weitere zwei Gleise. Der Lokomotivschuppen mit der Wagenwerkstatt wurde in veränderter Form wieder aufgebaut.
Tetín
Die Haltestelle Tetín besaß ein beidseitig eingebundenes öffentliches Ladegleis mit einer 30 Meter langen Rampe. Das Ladegleis wurde am 12. Dezember 1936 aufgelassen und wenig später abgebaut. Außer einem Abort gab es in Tetín keine weiteren Hochbauten.
Damil
Die Verladestelle Damil lag oberhalb von Tetín an der Flanke des Berges Damil. Sie war die bedeutendste der Unterwegsstationen. Zum Anfang glichen die Anlagen denen in Tetín, bis im Jahr 1907 noch ein zweites Ladegleis mit Rampe erbaut wurde. An der Verladestelle Damil begannen die Zweiggleise zu den Steinbrüchen Hergetův lom und Modrý lom.
Koněprusy

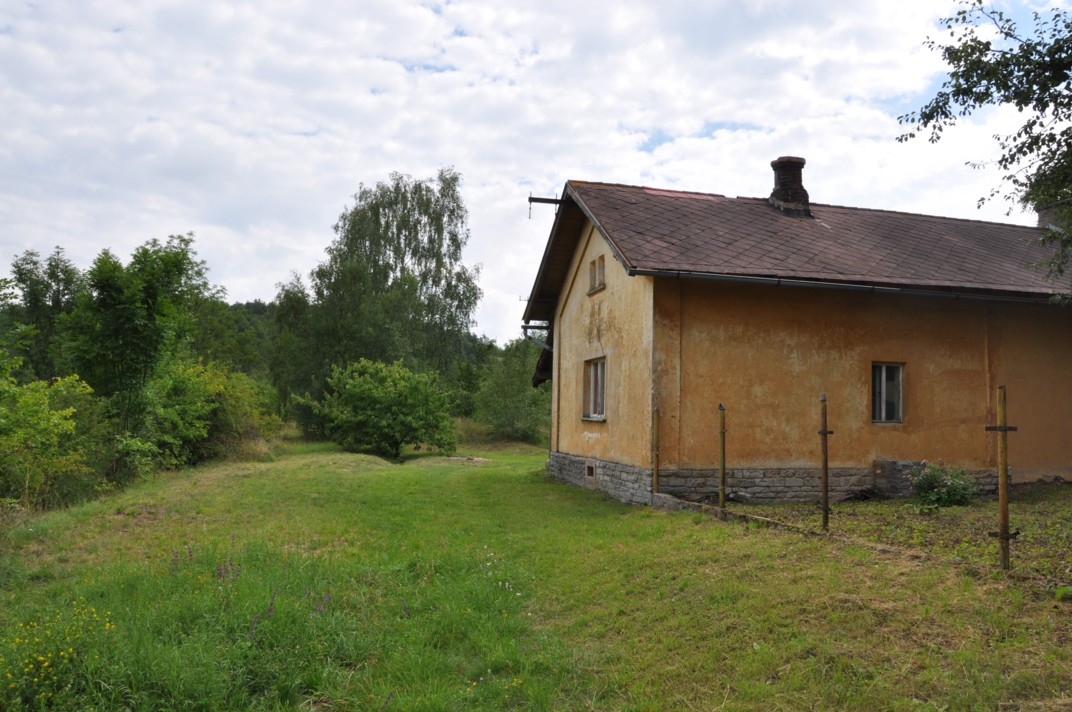
Die ehemalige Station Koněprusy, rechts das Wächterhaus (2012)

Die Station Koněprusy lag oberhalb des namensgebenden Dorfes an der Flanke des Zlatý kůň. Er besaß neben dem Hauptgleis noch ein Ausweichgleis mit Verladerampe, an dem sich auch eine Untersuchungsgrube und ein Wasserkran befand. Die Hochbauten bestanden aus einem Wächterhaus mit Kohleschuppen und einem Wasserturm. Direkt an der Einfahrt des Bahnhofs begann bis 1936 die Zweigbahn zum Steinbruch Kobyla. Ein Stück des Zweiggleises diente bis zur Betriebseinstellung noch zur temporären Abstellung von Leerwagen.
Zlatý kůň
Die Ladestelle Zlatý kůň befand sich kurz vor dem Ende der Strecke. Sie bestand aus einem beidseitig eingebundenem Ladegleis mit einer 30 Meter langen Rampe. Außer einem Abort gab es keine weiteren Hochbauten.

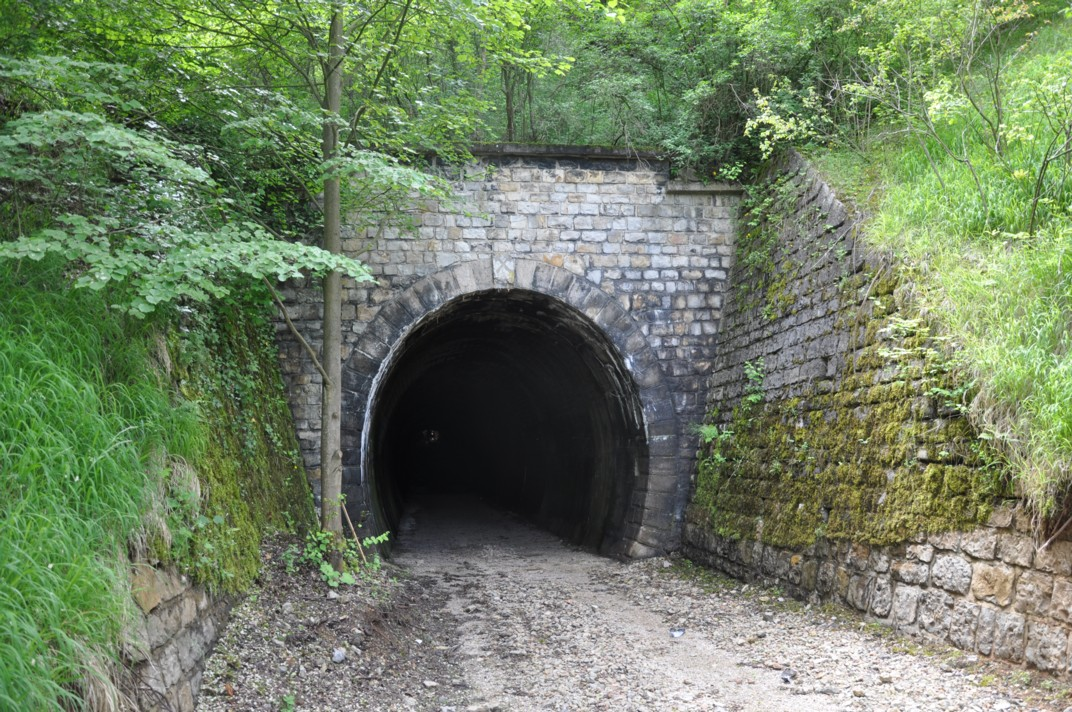
Tunnel am Modrý lom (2013)

## Fahrzeugeinsatz
Lokomotiven
Als Erstausstattung erwarb die KBK 1897 zwei Tenderlokomotiven bei Krauss in Linz, wie sie auch von den k.k. Staatsbahnen als Reihe U beschafft wurden. Im Jahr 1908 kam noch eine dritte hinzu. Sie erhielten die Namen TETÍN, KONĚPRUSY und DAMIL.
Während des Zweiten Weltkrieges kamen drei Lokomotiven zur KBK, die nur für den Verschub in den Steinbrüchen vorgesehen waren. Im Jahr 1942 lieferte die Budich AG in Breslau eine zweifach gekuppelte Tenderlokomotive fabrikneu an die KBK. Ein Jahr später erwarb man eine gebrauchte zweifach gekuppelte Tenderlokomotive von der Zementfabrik Horní Srní, die 1873 bei Krauss in München gebaut worden war. Größer war eine vierfach gekuppelte Lokomotive, die ursprünglich von der k.u.k. Heeresbahn stammte. Die 1909 bei der Lokomotivfabrik der StEG in Wiener Neustadt als Typ FB gebaute Lokomotive kam 1944 zur KBK.
Im Jahr 1946 bestellte der nunmehrige Eigentümer České cementárny a vápenice zwei neue, dreifach gekuppelte Tenderlokomotiven des Werkstyps 122-760CN/245 bei ČKD in Prag, die 1949 ausgeliefert wurden. Sie erhielten die Namen ZLATÝ KŮŇ und DVOULETKA. Baugleiche Lokomotiven wurden zu jener Zeit auch für die Kohlenbahn Banovići in Jugoslawien gebaut, wo sie bis heute im Einsatz sind.
Zum 31. Dezember 1951 erwarb man von den ČSD noch eine vierachsige Drehgestelllokomotive der früheren sächsischen Gattung IV K. Die Lokomotive stammte von der Schmalspurbahn Taubenheim–Dürrhennersdorf und war 1945 in der Tschechoslowakei verblieben. Sie wurde auf der KBK mit ihrer DR-Nummer als U 99.554 eingesetzt. Ihr Einsatz endete bereits 1956 aufgrund ihres verschlissenen Dampfkessels, dessen Reparatur oder Erneuerung sich nicht mehr lohnte.
Wagen
Ringhoffer in Smichow lieferte 1897 die ersten 30 Güterwagen für den Kalksteinstransport. Es handelte sich dabei um offene zweiachsige Güterwagen mit niedrigen Bordwänden und 10,5 Tonnen Tragfähigkeit. 15 Stück von ihnen waren mit einer Handbremse ausgerüstet. Bis 1939 baute Ringhoffer weitere Wagen, sodass sich der Bestand um 1930 auf 102 Stück belief, wovon 51 mit Bremse ausgerüstet waren. Diese Anzahl blieb bis nach dem Zweiten Weltkrieg konstant. Neue Wagen lieferte Anfang der 1950er Jahre das Maschinenbauunternehmen Buzuluk in Komárov. In jener Zeit wurde der Höchstbestand von 250 Güterwagen erreicht.